# Rolling Stone
Rolling Stone là một tạp chí của Mỹ chuyên về âm nhạc, chính trị và văn hóa đại chúng, xuất bản định kì hai tuần một lần. Rolling Stone được thành lập tại San Francisco năm 1967 bởi Jann Wenner (người vẫn là tổng biên tập) và nhà phê bình âm nhạc Ralph J. Gleason.
Tạp chí này nổi tiếng với những đề tài về chính trị đầu thập niên 1970, với những nhà báo khó hiểu và gây tranh cãi như Hunter S. Thompson. Vào thập niên 1990, tạp chí Rolling Stone thay đổi khổ bìa để tiếp cận thị hiếu của khán giả trẻ, tạp chí thường tập trung vào những đề tài về truyền hình cho giới trẻ, các diễn viên điện ảnh và nhạc pop. Điều này đưa đến các chỉ trích rằng tạp chí này quá nhấn mạnh đến phong cách hơn là thực chất. Trong những năm gần đây, Rolling Stone đã trở lại với những nội dung pha trộn, bao gồm cả những câu chuyện chuyên sâu về chính trị và đã chứng kiến sự khởi sắc trở lại về lượng phát hành bán ra.